# Jon Lester
Jonathan Tyler „Jon“ Lester (* 1. Juli 1984 in Tacoma, Washington) ist ein US-amerikanischer ehemaliger Baseballspieler der als linkshändiger Pitcher von 2006 bis 2021 in Major League Baseball spielte.

## Karriere
Lester wurde 2002 in der zweiten Runde des MLB Draft von den Boston Red Sox gewählt.

## Minor League
Ab 2002 spielte Lester in der Minor League für die verschiedenen Minor League Teams der Boston Red Sox.
2005 spielte er für das AA Team der Boston Red Sox, den Portland Sea Dogs. Während dieser Saison warf er ein 2.61 ERA und 163 Strikeouts, womit er die Liga anführte.
Am Ende der Saison wurde er mit den Eastern League Pitcher of the Year und Red Sox Pitcher of the Year Preisen ausgezeichnet.

## MLB

### Boston Red Sox
Schließlich schaffte er, nach Verletzungen anderer Pitcher, den Sprung zum Starting Pitcher bei den Boston Red Sox. Am Ende der Saison stand ein Earned Run Average von 4.76 bei 15 Spielen zu Buche. Nachdem bei ihm das Non-Hodgkin-Lymphom diagnostiziert wurde, musste er die Saison Mitte August beenden.
Lester konnte schließlich am 23. Juli sein Comeback gegen die Cleveland Indians feiern. Er beendete die Saison mit ERA von 4.57 bei 12 Spielen.
2008 hatte Lester seine bislang beste Saison mit einem ERA von 3.21 bei 33 Spielen, zwei Shutouts, zwei Complete Games und 152 Strikeouts. Er wurde zum American League Pitcher of the Month im Juli und September ernannt. In der ALDS warf Lester 14 Shutout Innings gegen die Los Angeles Angels of Anaheim.
2009 unterzeichnete er einen Fünfjahresvertrag der ihm 30 Millionen Dollar einbringen würde und außerdem eine Option für 2014 über 13 Millionen Dollar enthält. In diesem Jahr warf er in 32 Spielen ein ERA von 3.41 und 225 Strikeouts.
2010 wurde er das erste Mal in seiner Karriere zum MLB All-Star Game gewählt, bei dem er das sechste Inning für die American League pitchte und dabei keinen Hit erlaubte.
Er beendete die Saison mit einem ERA von 3.25 bei 32 Spielen und 225 Strikeouts.
Neben Jon Lester (2007) gelangen nur Wei-Yin Chen (2012), Andy Pettitte (2010), Eric Milton (2002) und Virgil Trucks (1945) ein Post-Season-Spiel über 50 Tage nach einem Sieg in einem Regular-Season-Spiel zu erzielen. Trucks verpasste die Saison 1944 durch seinen Einsatz im Zweiten Weltkrieg und erzielte seinen Post-Season-Sieg erst über 2 Jahre später in der World Series 1945 für die Detroit Tigers gegen die Chicago Cubs zur 1:0-Führung.

### Oakland Athletics
In der Saison 2014 wurde er von den Red Sox kurz vor der Deadline zu den Athletics getradet, für welche er am 2. August 2014 sein Debüt gab. Er spielte 11 Spiele für die A's und erreichte einen Record von 6-4 bei einem ERA von 2.35. Sein Vertrag lief am Ende der Saison aus. Mit den A's konnte er ins Wild-Card-Spiel der Playoffs einziehen. In 7.1 Innings musste er allerdings 6 Earned Runs hinnehmen. Die Athletics verloren nach 12 Innings 8:9 und schieden somit aus den Playoffs aus.

### Chicago Cubs
Im Dezember 2014 unterschrieb Lester bei den Chicago Cubs einen Vertrag über 6 Jahre im Wert von 155 Millionen US-Dollar und einer Option für ein siebtes Jahr (Gesamtwert mit Option 170 Millionen US-Dollar). Die Cubs konnten sich bei den Verhandlungen unter anderem gegen Lesters ehemaliges Team aus Boston und gegen die San Francisco Giants, den Meister der Saison 2014, durchsetzen.
Mit den Cubs erreichte Lester von 2015 bis 2019 jedes Jahr die Playoffs und konnte 2016 die World Series gewinnen. In der Championship Series 2016 wurde Lester zum MVP gewählt. Im Jahr 2018 erzielte Lester die meisten Siege in der National League. Nach fünf erfolgreichen Jahren mit 73 Siegen bei 41 Niederlagen, reichte es in der verkürzten Saison 2020 nur zu drei Siegen, bei einem ERA von 5.61.

### Washington Nationals
Zur Saison 2021 unterschrieb Lester einen Einjahresvertrag über fünf Millionen Dollar bei den Washington Nationals. Dort startete er in 16 Spielen, bevor er Ende Juli für Lane Thomas zu den St. Louis Cardinals getauscht wurde.

### St. Louis Cardinals
Für die Cardinals lief Lester in zwei Monaten zwölf Mal auf. Dabei erreichte er die Marke von 200 Siegen in seiner Karriere. Anfang 2022 gab Lester seinen Rücktritt nach 16 Jahren in der MLB bekannt.

## No-Hitter
Am 19. Mai 2008 warf Lester einen No-hitter gegen die Kansas City Royals. In dem 7:0-Sieg der Red Sox erlaubte er nur 2 Walks und warf 9 Strikeouts, wobei der No-Hitter noch durch den Centerfielder Jacoby Ellsbury gerettet werden musste, der im vierten Inning um den Ball zu fangen, einen unglaublichen Sprung machte und somit einen Hit verhindern konnte.